# معاهده چپرانو (۱۲۳۰)
معاهده چپرانو (انگلیسی: Treaty of Ceprano)، معاهده‌ای است میان امپراتور فریدریش دوم و پاپ گریگوری نهم در چپرانو در سال ۱۲۳۰ میلادی که براساس مفاد آن اراضی که پاپ در غیاب فریدریش دوم فتح کرده بود، به امپراتور بازگردانده شد و همچنین پاپ حکم تکفیر فریدریش را الغا کرد. به‌طور کلی این معاهده سبب شد تا خطور مصالحه میان دستگاه پاپ و امپراتوری مقدس روم مجدداً برقرار ود.